# St. Petrus und Paulus (Lauchheim)

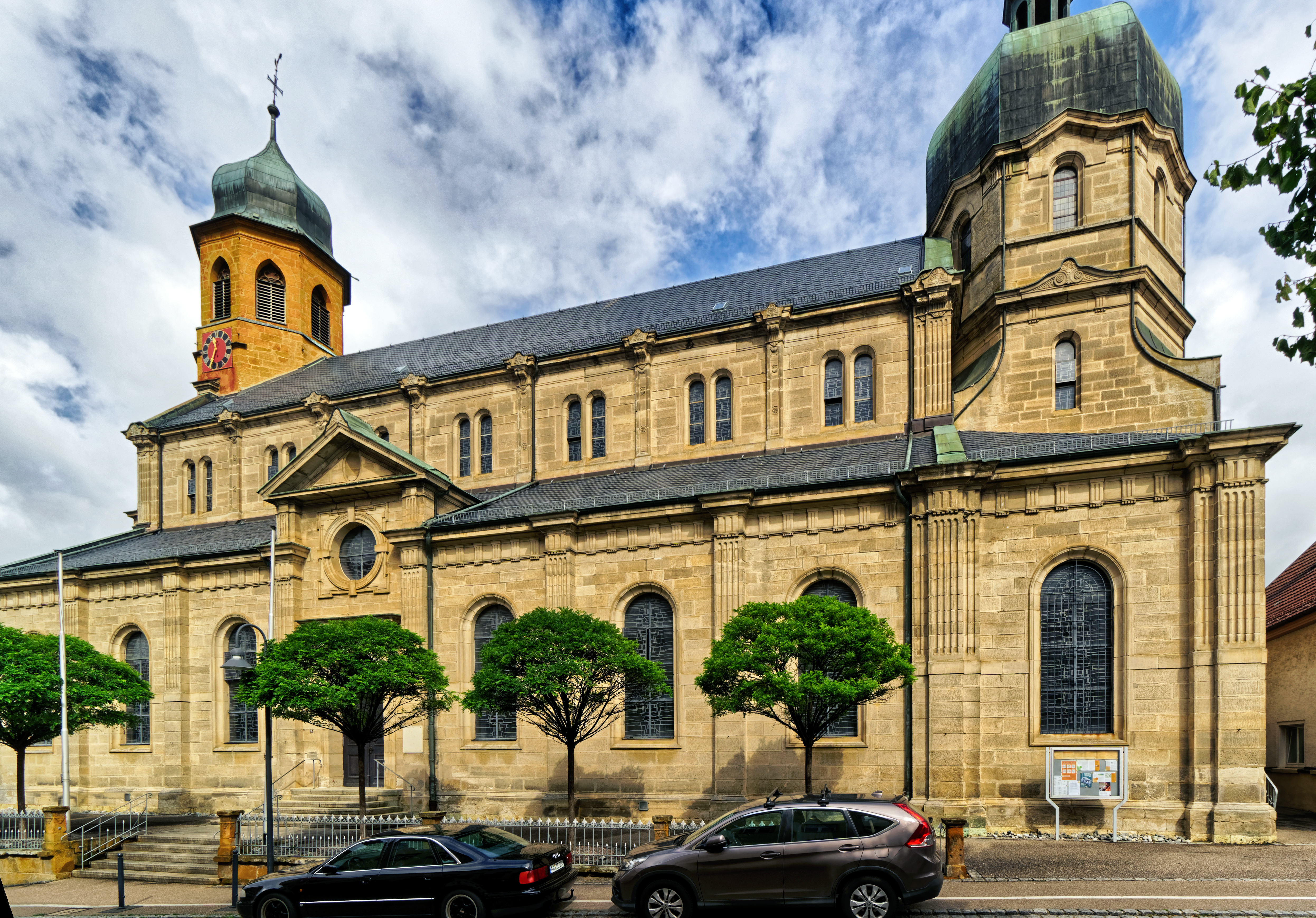
St. Petrus und Paulus in Lauchheim

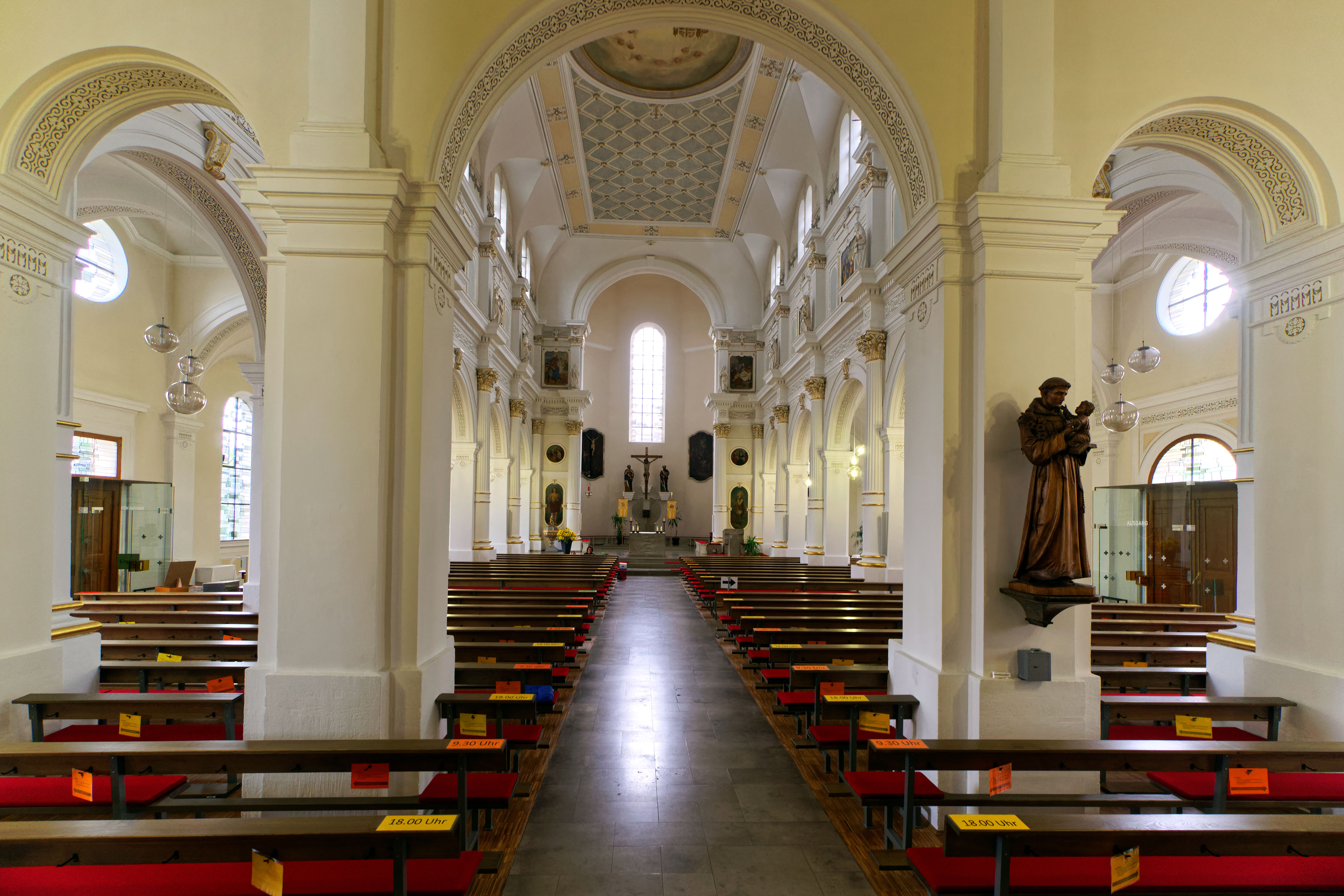
Innenansicht

Die römisch-katholische Pfarrkirche St. Petrus und Paulus ist ein geschütztes Kulturdenkmal nach dem Denkmalschutzgesetz. Sie steht in Lauchheim, einer Stadt im Ostalbkreis in Baden-Württemberg. Die Kirchengemeinde gehört zum Dekanat Ostalb der Diözese Rottenburg-Stuttgart.

## Beschreibung
Die 1647 bis 1650 errichtete Vorgängerkirche wurde wegen Baufälligkeit zwischen 1868 und 1869 abgebrochen. Nur der gotische Glockenturm im Westen blieb erhalten. Ihm wurde 1724 ein achteckiges, mit einer Zwiebelhaube bedecktes Geschoss aufgesetzt, das die Turmuhr und den Glockenstuhl enthält. Die heutige Basilika wurde 1869 bis 1870 nach einem Entwurf von Georg von Morlok im Stil der Neorenaissance errichtet. Ihre Wände sind mit Pilastern gegliedert. Über dem Chor im Osten erhebt sich ein Kirchturm. 
Die 1871 von der Giengener Orgelmanufaktur Gebr. Link gebaute Orgel wurde 1973 durch ein von Peter Paul Köberle geschaffenes Instrument.